# 飯野村 (千葉県)
飯野村（いいのむら）は、千葉県君津郡（周淮郡）にかつて存在した村である。現在の富津市の北部に位置している。江戸時代には保科氏が藩主として治める飯野藩が所在した。
現在の富津市役所は旧村域内の大字下飯野2443に所在する。

## 沿革
- 1889年（明治22年）4月1日 - 町村制施行により、下飯野村、上飯野村、二間塚村、本郷村、前久保村が合併し、周淮郡飯野村が発足。
- 1897年（明治30年）4月1日 - 周淮郡が統合されて君津郡となる。
- 1955年（昭和30年）3月31日 - 富津町、青堀町と合併し、改めて富津町を新設。同日飯野村廃止。
- 1971年（昭和46年）
  - 4月25日 - 富津町が大佐和町、天羽町と合併し、改めて富津町を新設。
  - 9月1日 - 富津町が市制施行し、富津市となる。
- 1989年（平成元年）3月 - 富津市飯野コミュニティセンターが完成。

## 交通

### 鉄道
- 国鉄（現JR東日本）
  - 房総西線：村域内を通過しているが、駅は存在しなかった。